# جون غافن
جون غافن (بالإنجليزية: John Gavin)‏‏ (8 أبريل 1931 – 9 فبراير 2018) هو ممثل، وضابط، ودبلوماسي، وسياسي، وممثل مسرحي من الولايات المتحدة الأمريكية. ولد في لوس أنجلوس. وهو عضو في الحزب الجمهوري.

## التعليم
تعلم في جامعة ستانفورد.

## الخدمة العسكرية
خدم في بحرية الولايات المتحدة.

## روابط خارجية
- جون غافن على موقع IMDb (الإنجليزية)
- جون غافن على موقع الموسوعة البريطانية (الإنجليزية)
- جون غافن على موقع روتن توميتوز (الإنجليزية)
- جون غافن على موقع ألو سيني (الفرنسية)
- جون غافن على موقع أول موفي (الإنجليزية)
- جون غافن على موقع قاعدة بيانات برودواي على الإنترنت (الإنجليزية)
- جون غافن على موقع قاعدة بيانات برودواي على الإنترنت (الإنجليزية)
- جون غافن على موقع قاعدة بيانات الأفلام السويدية (السويدية)
- جون غافن على موقع إن إن دي بي (الإنجليزية)
- جون غافن على موقع ديسكوغز (الإنجليزية)